# Г'ю Еверетт
Г'ю Еверетт (англ. Hugh Everett III; 11 грудня 1930, Вашингтон, США — 19 липня 1982, Маклейн, Вірджинія, США ) — американський фізик, який вперше запропонував Багатосвітову інтерпретацію квантової фізики, для якої він ввів термін «відносний стан».
У 1957 році Г'ю Еверетт захистив докторську дисертацію у Принстонському університеті.
Збентежений презирством інших фізиків щодо його теорії, Еверетт закінчив кар'єру фізика після отримання ступеня доктора наук. Пізніше, він розробив використання узагальненого методу невизначених множників для оптимізацій і застосував це комерційно як військовий аналітик та консультант.

## Особисте життя
Він був одружений з Ненсі Еверетт (до шлюбу Гор). Вони мали двох дітей: Єлизаветту Еверетт та Марка Олівера Еверетта, який став фронтменом музичного гурту Eels.

## Життєпис

### Раннє життя та освіта
Г'ю Еверетт III народився і виріс у 1930 році у Вашингтоні, округ Колумбія. Батьки Еверетта розлучилися, коли він ще був малим. До семи років його виховувала мати Кетрін Люсіль Еверетт (до шлюбу — Кеннеді), потім виховувався батьком Г'ю Евереттом II і мачухою Сарою Еверетт (до шлюбу — Тріфт).
Еверетт виграв половину стипендії в коледжі Сент-Джонс, приватної військової середньої школи у Вашингтоні, округ Колумбія. Звідти він переїхав до сусіднього Католицького університету Америки для вивчення хімічного машинобудування як студент. У той час як він читав про Діанетику в журналі Аналог: наукова фантастика та факти. Незважаючи на те, що він ніколи не виявляв ніякого інтересу до Саєнтології (що робили Діанетики), він зберігав недовіру до традиційної медицини протягом усього свого життя.
Протягом Другої світової війни його батько служив у генштабі в Європі в званні підполковника. Після Другої світової війни, батько Еверетта знаходився в Західній Німеччині, і Г'ю приєднався до нього, протягом 1949 року, зробивши перерву в один рік під час отримання ступеня бакалавра. Батько і син були захопленими фотографами і зробили сотні фотографій Західної Німеччини, що перебудовувалась. Відображаючи свої технічні інтереси, фотографії були «майже позбавлені людей».

### Принстон
Еверетт закінчив Католицький університет Америки в 1953 році в області хімічного машинобудування, хоча він закінчив достатню кількість курсів для ступеня з математики також. Пізніше Еверетт отримав стипендію Національного наукового фонду, що дозволило йому відвідувати Принстонський університет для навчання на аспірантурі. Він почав свої дослідження в Принстоні в математичному факультеті працюючи над тоді новою галуззю теорії ігор під керівництвом Альберта Такера, але повільно перейшов у фізику. У 1953 році він почав брати свої перші курси з фізики, зокрема вступ до квантової механіки з Робертом Дікке.
Протягом 1954 він відвідував методи математичної фізики з Юджином Вігнером, хоча він залишався активно працювати з математикою і представив документ по військовій теорії ігор в грудні. Він здав свої загальні іспити навесні 1955, таким чином отримуючи ступінь магістра, а потім почав роботу над своєю дисертації, що б (набагато) пізніше зробило б його відомим. Він змінив наставника на Джона Вілера в 1955 році, написав кілька коротких статей з квантової теорії і закінчив свою дисертацію про хвильову механіку без ймовірності в квітні 1956.
На третьому році життя в Принстоні, Еверетт переїхав в квартиру, яку він ділив з трьома друзями, з якими він познайомився під час першого року в місті, Хейлом Троттером, Харві Арнольдом і Чарльзом Мізнером. Арнольд пізніше описав Еверетта наступним чином:
Він був розумним в дуже широкому сенсі. Я маю на увазі, щоб перейти від хімічної інженерії до математики та фізики і проводити велику частину часу поглиблено читаючи науково фантастичні книги, я маю на увазі, це талант.
Саме в цей час він зустрів Ненсі Гор, що надрукувала його дисертацію про хвильову механіку без ймовірності. Еверетт одружився з Ненсі Гор наступного року. Пізніше дисертацію було перейменовано в теорію функції універсальної хвилі.
Вілер особисто вирушив у Копенгаген в травні 1956 року з метою отримання принаймні частини роботи Еверетта, але марно. У червні 1956 року Еверетт почав оборонні роботи в групі аналітиків збройних систем Пентагону, на короткий час повертаються в Прінстон, щоб захистити свою дисертацію після деякої затримки навесні 1957 року. Коротка стаття, яка є компромісом між Евереттом і Вілером про те, як представити концепцію і майже ідентична остаточній версії його дисертації, була опублікована в Reviews of Modern Physics Том 29 № 3 454—462, (в липні 1957), в супроводі схвальної перевірки Вілером. Еверетт був незадоволений копією його дисертації.

### Життя після Принстона
Після випуску у вересні 1956 року, Еверетт був запрошений приєднатися до недавно сформованої групи аналітиків збройних систем, керованою Інститутом аналізів оборони. У період 23-26 жовтня 1956 він був присутній на курсі ознайомлення з новою бойовою технікою, який був проведений Сандійською національною лабораторією в Альбукерке, Нью-Мексико, щоб дізнатися про ядерну зброю і став шанувальником комп'ютерного моделювання в той час. У 1957 році він став директором департаменту групи аналітиків збройних систем по фізико-математичних науках. Після короткої перерви, щоб захистити дисертацію з квантової теорії в Принстоні, Еверетт повернувся до групи аналітиків збройних систем і відновив його дослідження, велика частина яких, але далеко не всі, залишається засекреченою. Він працював над різними дослідженнями ракетного проекту Minuteman, який тоді був запущений так само, як і впливові вивчення розподілу і ефектів радіоактивних опадів в великих ядерних операціях.
Протягом березня-квітня 1959 року на прохання Віллера, Еверетт відвідав Копенгаген для відпочинку з дружиною і маленькою дочкою, щоб зустрітися з Нільсом Бором, «батьком Копенгагенської інтерпретації та Квантової механіки». Візит був повною катастрофою; Еверетт не зміг повідомити основну ідею, що всесвіт можна описати, в теорії, за допомогою об'єктивно існуючої універсальної хвильової функції (яка не є «катастрофою»); це було просто єрессю для Бора та інших в Копенгагені. Концептуальний розрив між їх позиціями було занадто широкими, щоб їхні думки збіглись; Леон Розенфельд, один з прихильників Бора, говорячи про візит Еверетта, описав його як «невимовно дурного і не спроможного зрозуміти найпростіші речі в квантовій механіці». Еверетт пізніше описав цей досвід як «пекло … приречений з самого початку».
Проте, в той час будучи Копенгагені, у готелі, він почав роботу над новою ідеєю використовувати метод невизначених множників Лагранжа для математичної оптимізації. Теорема Еверетта, опублікована в 1963 році, відносить бідуали Лагранжа до початкового завдання.
У 1962 році Еверетт прийняв запрошення представити формулювання співвіднесених станів на конференції, присвяченій основам квантової механіки, проведеної в Університеті Ксав'є в Цинциннаті. У своєму тлумаченні Еверетт представив свій висновок ймовірності, а також чітко вказав, що спостерігачі у всіх галузях хвильової функції були однаково «реальними». Він також погодився із зауваженням, що число гілок універсальної хвильової функції є незліченною нескінченностю.
У серпні 1964 року, Еверетт і кілька його колег з групи аналітиків збройних систем, заснували Лямбда Корпорейшн щоб застосувати військові моделювання вирішень різних цивільних проблем. На початку 1970-х років, оборонні бюджети були скорочені, і більшість грошей пішло на оперативні обов'язки у війні у В'єтнамі, в результаті чого в кінцевому рахунку Лямбда була поглинута корпорацією Загальні Дослідження.
У 1973 році Еверетт залишив Лямбду, щоб заснувати ДБС Корпорейшн в Арлінгтоні, штат Вірджинія, комп'ютерної консалтингової компанії. Велика частина їх роботи, здавалось, була занята статистичний аналізом. Він, здається, насолоджувався програмуванням, і провів залишок свого життя, працюючи на ДБС. Він також заснував Моновейв Корпорейшн з декількома друзями з ДБС і друзями сім'ї.

## Пізнє визнання
У 1970 році Брайс Девітт написав статтю для Physics Today по теорія відносного стану Еверетта, що викликало ряд листів від фізиків. Ці листи та відповіді Девітта до технічних заперечень, були також опубліковані. У той же час Девітт, який листувався з Евереттом про багатосвітову / відносного стану інтерпретацю, ще коли вона вперше була опублікована в 1957 році, почав редагувати антологію про багатосвітову інтерпретацію квантової механіки. На додаток до оригінальних статей Еверетта і Вілера, в антології переважали включення із дисертації Еверетта про теорія універсальної хвильової функції, які ніколи не була опубліковані раніше. Книга була опублікована наприкінці 1973 року та розпродана повністю, і це не було задовго до того, як стаття про роботу Еверетта з'явилася в журналі про наукову фантастику, Аналог.
У 1977 році Еверетт був запрошений виступити з доповіддю на конференції, яку організував Вілер на його новому місці розташування в Техаському університеті в Остіні. Як і при поїздці в Копенгаген, Еверетт відпочивав від своєю оборонної роботи і подорожував зі своєю сім'єю. Еверетт зустрів Девітта там в перший і єдиний раз. Промова Еверетта була досить добре прийнята і вплинула на ряд фізиків в аудиторії, включаючи аспіранта Вілера, Девіда Дойча, який пізніше сприяв багатосвітовій інтерпритації для ширшої аудиторії. Еверетт, який «ніколи не вагався у своїй вірі в його теорії багатьох світів», насолоджувався презентацією; це був перший раз за багато років, коли він говорив про свою квантову роботу публічно. Вілер почав процес повернення Еверетаа до кар'єри фізика шляхом створення нового науково-дослідницького інституту в Каліфорнії, але з його пропозиції нічого не вийшло. Хоча Вілер був радий представити ідеї Еверетта для ширшої аудиторії, не був щасливий мати своє власне ім'я, пов'язане з ідеями Еверетта. Зрештою, після смерті Еверетта він офіційно відмовився від теорії.

## Смерть і спадщина
У віці 51 року, Еверетт, який вірив у квантове безсмертя, раптово помер від серцевого нападу у себе вдома в своєму ліжку на ніч з 18 на 19 липня 1982 р. Ожиріння Еверетта, часте ланцюгове куріння і споживання алкоголю майже напевно сприяли цьому, хоча він здавався здоровим в той час. Будучи атеїстом, він попросив, щоб його залишки будули поховані в смітті після його смерті. Його дружина тримала його прах в урні протягом декількох років, перш ніж дотриматися його побажання. Про смерть Г'ю його син, Марк Олівер Еверетт, пізніше сказав:
Я думаю про те, наскільки я був злий, що мій тато не піклувався про себе краще. Як він ніколи не ходив до лікаря, дозволив собі стати надмірно товстим, курив по три пачки в день, пив, як риба, і ніколи не робив вправ. Але тоді я думаю про те, як його колега зазначив, що за кілька днів до смерті, мій тато сказав, що він прожив хороше життя і що він був задоволений. Я розумію, що є певна цінність в життєвій дорозі мого батька. Він їв, курив і пив, як йому заманеться, і в один прекрасний день він просто раптово і швидко помер. Беручи до уваги деякі з інших варіантів я засвідчив, то виходить, що насолодження життям, а потім швидка смерть, не такий і важкий шлях.
З компаній, заснованих Евереттом, тільки Моновейв Корпорейшн досі існує (в Сіетлі станом на березень 2015 року) і до сих пір нею керує співзасновник Елейн Цянг (який вивчав фізику під керівництвом Брайса Девітта в Університеті Північної Кароліни в Чапел-Хілл).
Дочка Еверетта, Єлизаветта, наклала на себе руки в 1996 році (кажучи у своїй передсмертній записці, що вона бажає, щоб її прах був викинутий у сміття, щоб вона могла «в кінцевому підсумку в правильному паралельному всесвіті зустрітися з татом»), а в 1998 році його дружина, Ненсі, померла від раку. Син Еверетта, Марк Олівер Еверетт, який знайшов свого батька мертвим, є фронтменом і автором пісень для музичного гурту Eels. Альбом Electro-Shock Blues гурту Eels, який була написаний в цей період часу, є представником цих смертей. Марк дослідив роботу свого батька в годинному документальному фільмі на BBC, «„Паралельні світи, паралельні життя“». Програма була відредагована і показана на телеканалі PBS у випусках телепередачі Nova в США в жовтні 2008 року.